# Dutee Chand
Dutee Chand (en odia, ଦୂତୀ ଚାନ୍ଦ, née le 3 février 1996 à Gopalpur) est une athlète indienne, spécialiste du sprint.
Elle est la première athlète indienne à être ouvertement dans une relation homosexuelle.

## Carrière
Elle porte son record à 11 s 24 en 2016 à Almaty.
Le 26 août 2018, à Jakarta, Dutee Chand remporte la médaille d'argent des Jeux asiatiques sur 100 m, en 11 s 32, derrière Edidiong Odiong (11 s 30) et devant la favorite Wei Yongli (11 s 33). Trois jours plus tard, elle est également médaillée d'argent sur 200 m, en 23 s 20, devancée par Edidiong Odiong (22 s 96).
Elle remporte la médaille de bronze du 200 m aux championnats d'Asie 2019 à Doha. Sur 100 m elle ne termine que 5e, après avoir établi un record national en demi-finales.
Le 9 juillet 2019, lors de l'Universiade d'été de Naples, appelé également « championnats du monde universitaire », Dutee Chand entre dans l'histoire du sport indien en devenant le premier représentant du pays à remporter une médaille d'or sur 100 m. Menant la course de bout en bout, elle s'impose en 11 s 32 devant la Suissesse Ajla Del Ponte (11 s 33) et l'Allemande Lisa-Marie Kwayie (11 s 39). Sa performance est très célébrée en Inde, et elle est notamment congratulée par le Premier Ministre Narendra Modi, le Ministre des Sports Kiren Rijiju.
Après avoir été éliminée en séries du 100 m aux championnats du monde de Doha, elle court en 11 s 22 lors des championnats nationaux, un nouveau record d'Inde.
En 2021 elle abaisse son record à 11 s 17, mais est éliminée en séries des Jeux olympiques.

## Palmarès
| Date | Compétition                  | Lieu        | Résultat | Épreuve   | Temps         |
| ---- | ---------------------------- | ----------- | -------- | --------- | ------------- |
| 2013 | Championnats d'Asie          | Pune        | 3e       | 200 m     | 23 s 81       |
| 2013 | Championnats du monde cadets | Donetsk     | 6e       | 100 m     | 11 s 71       |
| 2014 | Championnats d'Asie juniors  | Taipei      | 1re      | 200 m     | 23 s 74       |
| 2014 | Championnats d'Asie juniors  | Taipei      | 1re      | 4 x 400 m | 3 min 40 s 53 |
| 2015 | Championnats d'Asie          | Wuhan       | 4e       | 4 x 100 m | 45 s 72       |
| 2016 | Championnats d'Asie en salle | Doha        | 3e       | 60 m      | 7 s 37        |
| 2017 | Championnats d'Asie          | Bhubaneswar | 3e       | 100 m     | 11 s 52       |
| 2017 | Championnats d'Asie          | Bhubaneswar | 4e       | 200 m     | 23 s 59       |
| 2017 | Championnats d'Asie          | Bhubaneswar | 3e       | 4 x 100 m | 44 s 57       |
| 2018 | Jeux asiatiques              | Jakarta     | 2e       | 100 m     | 11 s 32       |
| 2018 | Jeux asiatiques              | Jakarta     | 2e       | 200 m     | 23 s 20       |
| 2019 | Championnats d'Asie          | Doha        | 5e       | 100 m     | 11 s 44       |
| 2019 | Championnats d'Asie          | Doha        | 3e       | 200 m     | 23 s 24       |
| 2019 | Championnats d'Asie          | Doha        | 4e       | 4 x 100 m | 43 s 81       |
| 2019 | Universiade                  | Naples      | 1re      | 100 m     | 11 s 32       |
| 2019 | Universiade                  | Naples      | 5e       | 200 m     | 23 s 30       |

## Records
| Épreuve | Épreuve   | Temps   | Lieu    | Date            |
| ------- | --------- | ------- | ------- | --------------- |
| 60 m    | En salle  | 7 s 28  | Doha    | 19 février 2016 |
| 100 m   | Plein air | 11 s 17 | Patiala | 21 juin 2021    |
| 200 m   | Plein air | 23 s 00 | Jakarta | 28 août 2018    |

## Vie privée
Le 19 mai 2019, Dutee Chand fait son coming out mais est rejetée par sa famille et son village,.